# The Dictator (film 1922)
The Dictator è un film muto del 1922 diretto da James Cruze che si basa sull'omonimo lavoro teatrale di Richard Harding Davis andato in scena in prima al Criterion Theatre di Broadway il 4 aprile 1904. Prodotto dalla Famous Players-Lasky Corporation che lo distribuì insieme alla Paramount Pictures, il film aveva come interpreti Wallace Reid, Theodore Kosloff, Lila Lee, Kalla Pasha, Walter Long, Alan Hale.
Il lavoro teatrale di Harding Davis era già stato portato sullo schermo nel 1915 con un'altra versione di The Dictator, film diretto da Oscar Eagle e interpretato da John Barrymore.

## Trama

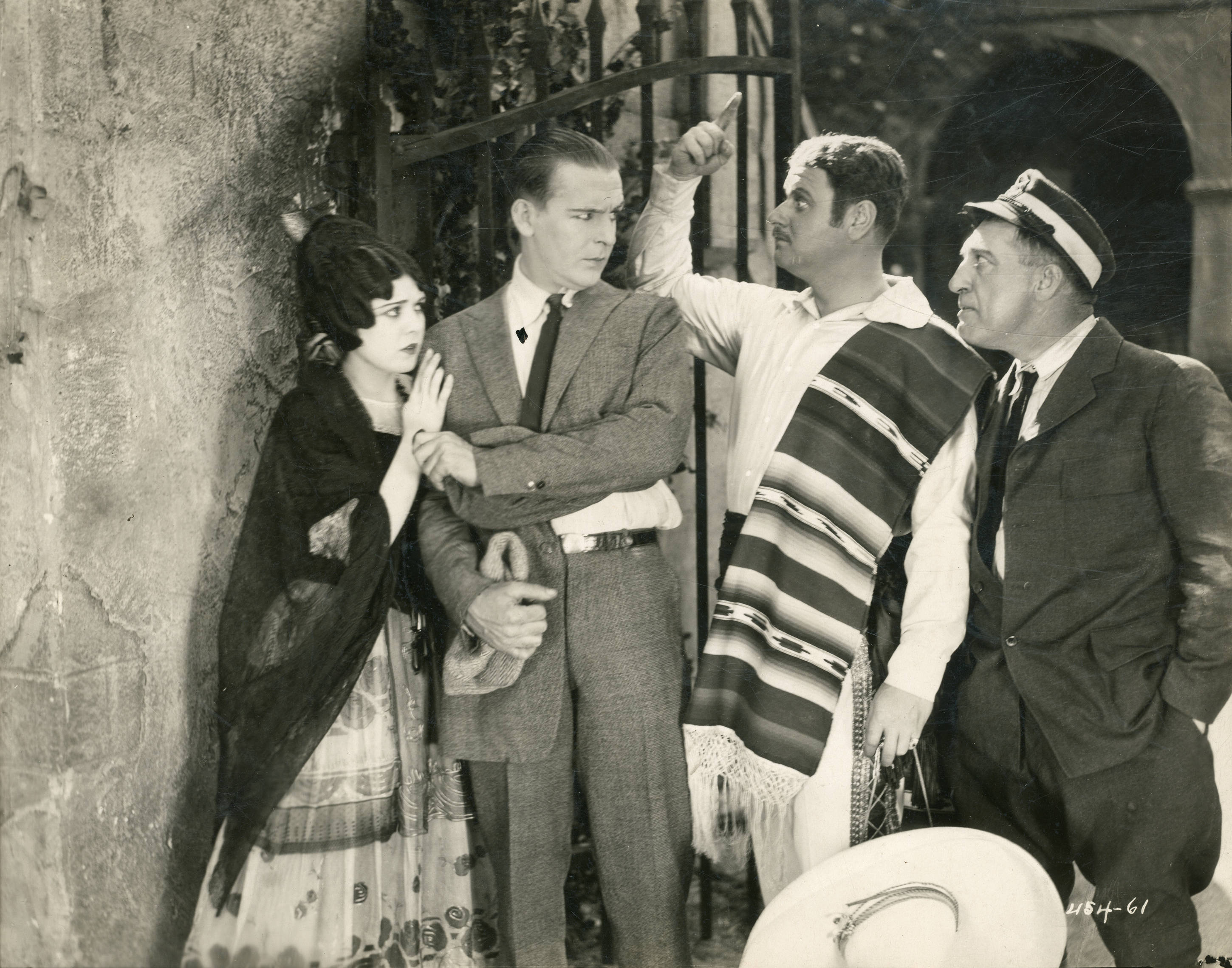
Lila Lee, Wallace Reid, Alan Hale, Walter Long

Inseguito da un tassista per una tariffa non pagata, il figlio di un milionario, Brooke Travers, si nasconde su un piroscafo, trovandosi in rotta verso il Sud America, dove viene coinvolto in una rivoluzione. Il giovane si innamora di Juanita, ma scopre che è la figlia del leader della rivoluzione e nemica del padre di Brooke che ha dei grossi interessi commerciali per il controllo del paese sudamericano. Nonostante ciò, Brooke abbraccia la causa dei rivoluzionari, aiutandoli nella lotta che li porta alla vittoria. Riuscirà, inoltre, a guadagnare il rispetto di suo padre.

## Produzione

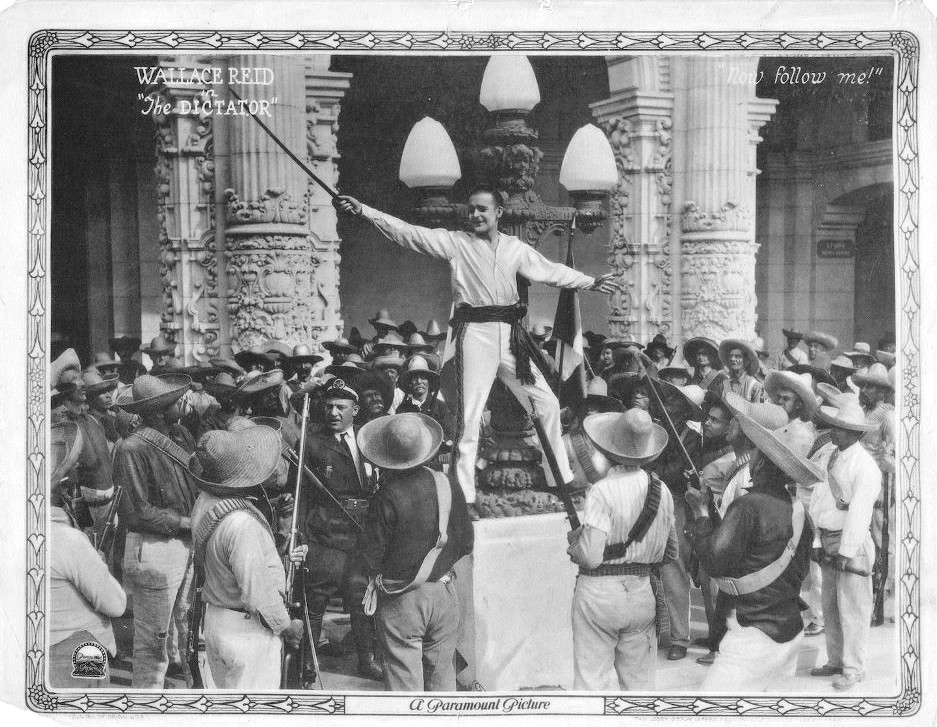

Il copyright del film, richiesto dalla Famous Players-Lasky Corp., fu registrato l'11 luglio 1922 con il numero LP18045.

Il film fu prodotto dalla Famous Players-Lasky Corporation. Alcune delle riprese furono girate a Cuba.

## Distribuzione
Distribuito dalla Famous Players-Lasky Corporation e dalla Paramount Pictures, il film uscì nelle sale cinematografiche statunitensi, presentato a Los Angeles il 25 giugno 1922.